# Reputation Stadium Tour
Reputation Stadium Tour била је шеста концертна турнеја Тејлор Свифт на којој је представила свој шести албум Reputation  објављеног 2017. године. Турнеја је почела 8. маја 2018. у Глендејлу у САД, а завршила се 21. новембра 2018. у Токију у Јапану. Укупан број одржаних концерата је 53 са укупно 2,55 милиона посетилаца и зарадом од 345,7 милиона долара. Турнеја је остварила велики успех и постала Тејлорина најуспешнија турнеја са много оборених рекорда и добијених награда. Предизвођачи на турнеји били су Камила Кабељо, Чарли Екс-Си-Екс и Брудс.

## Позадина
У августу 2017. године, Билборд је известио да ће Тејлор користити посебан програм Тикетмастера под називом Verifies Fan како би спречио ботове и скалпере да купе карте. Такође, програм назван Taylor Swift Tix омогућио је обожаваоцима да учествују у разним активностима којима би им се повећавале шансе за добијање приступног кода у претпродаји.
Дана 13. новембра 2017. Тејлор је објавила први круг датума за турнеју заједно са Тикетмастером. Карте су пуштене у продају 13. децембра 2017. Као предзвођаче на турнеји Тејлор је 1. марта 2018. званично најавила Чарли Екс-Си-Екс и Камилу Кабељо. У септембру је објављено да ће као предгрупа на концерима у Аустралији и на Новом Зеланду наступати група Брудс.

## Листа песама
Следи листа песама извођених на отварању турнеје у Глендејлу 8. маја 2018. и не представља листу песама за сваки наступ.
1. „...Ready For It?”
2. „I Did Something Bad”
3. „Gorgeous”
4. „Style”/„Love Story”/„You Belong With Me”
5. „Look What You Made Me Do”
6. „End Game”
7. „King of My Heart”
8. „Delicate”
9. „Shake It Off” (са Камилом Кабељо и Чарли Екс-Си-Екс)
10. „Dancing With Our Hands Tied”
11. „All Too Well”
12. „Blank Space”
13. „Dress”
14. „Bad Blood”/„Should've Said No”
15. „Don’t Blame Me”
16. „Long Live”/„New Year’s Day”
17. „Getaway Car”
18. „Call It What You Want”
19. „We Are Never Ever Getting Back Together”/„This Is Why We Can’t Have Nice Things”

## Концерти
| Датум                              | Град                               | Држава                             | Место одржавања                     | Предизвођач                    |
| Прва етапа: Северна Америка        | Прва етапа: Северна Америка        | Прва етапа: Северна Америка        | Прва етапа: Северна Америка         | Прва етапа: Северна Америка    |
| ---------------------------------- | ---------------------------------- | ---------------------------------- | ----------------------------------- | ------------------------------ |
| 8. мај 2018.                       | Глендејл                           | САД                                | University of Phoenix Stadium       | Камила Кабељо Чарли Екс-Си-Екс |
| 11. мај 2018.                      | Санта Клара                        | САД                                | Levi's Stadium                      | Камила Кабељо Чарли Екс-Си-Екс |
| 12. мај 2018.                      | Санта Клара                        | САД                                | Levi's Stadium                      | Камила Кабељо Чарли Екс-Си-Екс |
| 18. мај 2018.                      | Пасадена                           | САД                                | Rose Bowl                           | Камила Кабељо Чарли Екс-Си-Екс |
| 19. мај 2018.                      | Пасадена                           | САД                                | Rose Bowl                           | Камила Кабељо Чарли Екс-Си-Екс |
| 22. мај 2018.                      | Сијетл                             | САД                                | CenturyLink Field                   | Чарли Екс-Си-Екс               |
| 25. мај 2018.                      | Денвер                             | САД                                | Sports Authority Field at Mile High | Камила Кабељо Чарли Екс-Си-Екс |
| 1. јун 2018.                       | Чикаго                             | САД                                | Soldier Field                       | Камила Кабељо Чарли Екс-Си-Екс |
| 2. јун 2018.                       | Чикаго                             | САД                                | Soldier Field                       | Камила Кабељо Чарли Екс-Си-Екс |
| Друга етапа: Европа                |                                    |                                    |                                     |                                |
| 8. јун 2018.                       | Манчестер                          | Уједињено Краљевство               | Etihad Stadium                      | Камила Кабељо Чарли Екс-Си-Екс |
| 9. јун 2018.                       | Манчестер                          | Уједињено Краљевство               | Etihad Stadium                      | Камила Кабељо Чарли Екс-Си-Екс |
| 15. јун 2018.                      | Даблин                             | Ирска                              | Croke Park                          | Камила Кабељо Чарли Екс-Си-Екс |
| 16. јун 2018.                      | Даблин                             | Ирска                              | Croke Park                          | Камила Кабељо Чарли Екс-Си-Екс |
| 22. јун 2018.                      | Лондон                             | Уједињено Краљевство               | Wembley Stadium                     | Камила Кабељо Чарли Екс-Си-Екс |
| 23. јун 2018.                      | Лондон                             | Уједињено Краљевство               | Wembley Stadium                     | Камила Кабељо Чарли Екс-Си-Екс |
| Трећа етапа: Северна Америка       |                                    |                                    |                                     |                                |
| 30. јун 2018.                      | Луисвил                            | САД                                | Cardinal Stadium                    | Камила Кабељо Чарли Екс-Си-Екс |
| 7. јул 2018.                       | Коламбус                           | САД                                | Ohio Stadium                        | Камила Кабељо Чарли Екс-Си-Екс |
| 10. јул 2018.                      | Ландовер                           | САД                                | FedExField                          | Камила Кабељо Чарли Екс-Си-Екс |
| 11. јул 2018.                      | Ландовер                           | САД                                | FedExField                          | Камила Кабељо Чарли Екс-Си-Екс |
| 13. јул 2018.                      | Филаделфија                        | САД                                | Lincoln Financial Field             | Камила Кабељо Чарли Екс-Си-Екс |
| 14. јул 2018.                      | Филаделфија                        | САД                                | Lincoln Financial Field             | Камила Кабељо Чарли Екс-Си-Екс |
| 17. јул 2018.                      | Кливленд                           | САД                                | FirstEnergy Stadium                 | Камила Кабељо Чарли Екс-Си-Екс |
| 20. јул 2018.                      | Ист Радерфорд                      | САД                                | MetLife Stadium                     | Камила Кабељо Чарли Екс-Си-Екс |
| 21. јул 2018.                      | Ист Радерфорд                      | САД                                | MetLife Stadium                     | Камила Кабељо Чарли Екс-Си-Екс |
| 22. јул 2018.                      | Ист Радерфорд                      | САД                                | MetLife Stadium                     | Камила Кабељо Чарли Екс-Си-Екс |
| 26. јул 2018.                      | Фоксборо                           | САД                                | Gillette Stadium                    | Камила Кабељо Чарли Екс-Си-Екс |
| 27. јул 2018.                      | Фоксборо                           | САД                                | Gillette Stadium                    | Камила Кабељо Чарли Екс-Си-Екс |
| 28. јул 2018.                      | Фоксборо                           | САД                                | Gillette Stadium                    | Камила Кабељо Чарли Екс-Си-Екс |
| 3. август 2018.                    | Торонто                            | Канада                             | Rogers Centre                       | Камила Кабељо Чарли Екс-Си-Екс |
| 4. август 2018.                    | Торонто                            | Канада                             | Rogers Centre                       | Камила Кабељо Чарли Екс-Си-Екс |
| 7. август 2018.                    | Питсбург                           | САД                                | Heinz Field                         | Камила Кабељо Чарли Екс-Си-Екс |
| 10. август 2018.                   | Атланта                            | САД                                | Mercedes-Benz Stadium               | Камила Кабељо Чарли Екс-Си-Екс |
| 11. август 2018.                   | Атланта                            | САД                                | Mercedes-Benz Stadium               | Камила Кабељо Чарли Екс-Си-Екс |
| 14. август 2018.                   | Тампа                              | САД                                | Raymond James Stadium               | Камила Кабељо Чарли Екс-Си-Екс |
| 18. август 2018.                   | Мајами Гарденс                     | САД                                | Hard Rock Stadium                   | Камила Кабељо Чарли Екс-Си-Екс |
| 25. август 2018.                   | Нешвил                             | САД                                | Nissan Stadium                      | Камила Кабељо Чарли Екс-Си-Екс |
| 28. август 2018.                   | Детроит                            | САД                                | Ford Field                          | Камила Кабељо Чарли Екс-Си-Екс |
| 31. август 2018.                   | Минеаполис                         | САД                                | U.S. Bank Stadium                   | Камила Кабељо Чарли Екс-Си-Екс |
| 1. септембар 2018.                 | Минеаполис                         | САД                                | U.S. Bank Stadium                   | Камила Кабељо Чарли Екс-Си-Екс |
| 8. септембар 2018.                 | Канзас Сити                        | САД                                | Arrowhead Stadium                   | Камила Кабељо Чарли Екс-Си-Екс |
| 15. септембар 2018.                | Индианаполис                       | САД                                | Lucas Oil Stadium                   | Камила Кабељо Чарли Екс-Си-Екс |
| 18. септембар 2018.                | Сент Луис                          | САД                                | The Dome at America's Center        | Камила Кабељо Чарли Екс-Си-Екс |
| 22. септембар 2018.                | Њу Орлеанс                         | САД                                | Mercedes-Benz Superdome             | Камила Кабељо Чарли Екс-Си-Екс |
| 29. септембар 2018.                | Хјустон                            | САД                                | NRG Stadium                         | Камила Кабељо Чарли Екс-Си-Екс |
| 5. октобар 2018.                   | Арлингтон                          | САД                                | AT&T Stadium                        | Камила Кабељо Чарли Екс-Си-Екс |
| 6. октобар                         | Арлингтон                          | САД                                | AT&T Stadium                        | Камила Кабељо Чарли Екс-Си-Екс |
| Четврта етапа: Океанија            |                                    |                                    |                                     |                                |
| 19. октобар 2018.                  | Перт                               | Аустралија                         | Optus Stadium                       | Чарли Екс-Си-Екс Брудс         |
| 26. октобар 2018.                  | Мелбурн                            | Аустралија                         | Marvel Stadium                      | Чарли Екс-Си-Екс Брудс         |
| 2. новембар 2018.                  | Сиднеј                             | Аустралија                         | ANZ Stadium                         | Чарли Екс-Си-Екс Брудс         |
| 6. новембар 2018                   | Бризбејн                           | Аустралија                         | The Gabba                           | Чарли Екс-Си-Екс Брудс         |
| 9. новембар 2018.                  | Окленд                             | Нови Зеланд                        | Mount Smart Stadium                 | Чарли Екс-Си-Екс Брудс         |
| Пета етапа: Азија                  |                                    |                                    |                                     |                                |
| 20. новембар 2018.                 | Токио                              | Јапан                              | Tokyo Dome                          | Чарли Екс-Си-Екс               |
| 21. новембар 2018.                 | Токио                              | Јапан                              | Tokyo Dome                          | Чарли Екс-Си-Екс               |
| Укупан број посетиоца: 2,5 милиона | Укупан број посетиоца: 2,5 милиона | Укупан број посетиоца: 2,5 милиона | Зарада: $345.700.000                | Зарада: $345.700.000           |